# Nabbfjärden
Nabbfjärden är en fjärd i Åland (Finland). Den ligger i den västra delen av landskapet, 28 km nordväst om huvudstaden Mariehamn.
Runt Nabbfjärden är det glesbefolkat, med 8 invånare per kvadratkilometer.